# Corb marí de Brandt
El corb marí de Brandt (Urile penicillatus) és una espècie d'ocell de la família dels falacrocoràcids (Phalacrocoracidae) que habita costes i badies des del sud d'Alaska, a la llarga de la costa occidental del Canadà i els Estats Units fins Baixa Califòrnia i les illes del Golf de Califòrnia.

## Descripció
La mitjana de pes del corb marí de Brandt és de 2,2 kg. Té una longitud d'uns 86 cm i l'envergadura és d'1,2 metres.
És de color negre per sobre del dors amb irisacions verdoses. Plomes de color beige pàl·lid a la base del bec. Els adults reproductors tenen la pell blava a la gola. Els immadurs tenen el pit beige. Estrictament costaner. Fa immersió per capturar peixos. El bec i coll el tenen més gruixuts que els corbs marins pelàgics similars.

## Distribució i hàbitat
El corb marí de Brandt viu en la costa del Pacífic d'Amèrica del Nord, en hàbitats com badies, estuaris i llacunes. Aquesta espècie nia a terra o en afloraments rocosos. L'illa de Año Nuevo és una important colònia de cria d'ocells marins al Santuari Marí Nacional de la Badia de Monterey, que acull corbs maríns de Brandt entre altres espècies d'ocells marins.

## Comportament
Normalment viuen en grups. Es reprodueixen entre març i agost i solen tenir quatre ous. Els ocells joves són cuidats pels dos pares.

## Dieta
El corb marí de Brandt principalment menja peixos com l'arengada i el peix de roca, però la dieta pot incloure altres peixos, així com gambes i crancs. Per caçar, se submergeix sota la superfície de l'oceà per pescar. Poden submergir-se a més de 60 metres de profunditat. Poden caçar en grup o sols.

## Taxonomia
Anteriorment es classificava al gènere Phalacrocorax, però un estudi del 2014 de Kennedy i Spencer va recolzar la reclassificació dividint Phalacrocorax en sis gèneres, i Phalacrocorax penicillatus, P. pelagicus i P. urile van ser moguts al gènere Urile. El Congrés Ornitològic Internacional i resta d'autoritats taxonòmiques va seguir aquesta classificació el 2021.

## Etimologia
El nom de corb marí de Brandt commemora Johann Friedrich von Brandt, un zoòleg alemany que treballava a l'Acadèmia de Ciències de Sant Petersburg, Rússia, al segle XIX. La descripció de l'espècie el 1838 es basava en un exemplar pres per russos que exploraven la costa del Pacífic d'Amèrica del Nord a principis del segle XIX.